# 과실수취권
과실수취권이란 원물로부터 생기는 과실을 가져갈 권리를 말한다.

## 민법 조문

### 민법 제323조
유치권자는 유치물의 과실을 수취하여 다른 채권보다 먼저 그 채권의 변제에 충당할 수 있다. 그러나 과실이 금전이 아닌 때에는 경매하여야 한다.

### 민법 제102조
천연과실은 그 원물로부터 분리하는 때에 이를 수취할 권리자에 속한다.

### 민법 제359조
저당권의 효력은 저당부동산에 대한 압류가 있은 후에 저당권설정자가 그 부동산으로부터 수취한 과실 또는 수취할 수 있는 과실에 미친다. 그러나 저당권자가 그 부동산에 대한 소유권, 지상권 또는 전세권을 취득한 제삼자에 대하여는 압류한 사실을 통지한 후가 아니면 이로써 대항하지 못한다.

### 민법 제587조
제587조 (과실의 귀속, 대금의 이자)
매매계약 있은 후에도 인도하지 아니한 목적물로부터 생긴 과실은 매도인에게 속한다. 매수인은 목적물의 인도를 받은 날로부터 대금의 이자를 지급하여야 한다. 그러나 대금의 지급에 대하여 기한이 있는 때에는 그러하지 아니하다.

## 판례
- 민법 제587조는 매매당사자 사이의 형평을 꽤하기 위하여 매매목적물의 인도시를 기준으로 과실수취권의 귀속을 정하는 것이라고 한다[1]
- 선의의 점유자에게는 과실취득권이 인정되고, 과실수취로 인해 타인에게 손실을 입혔다 하더라도 선의의 점유자는 이를 반환할 의무가 없다[2]